# Lichengdao (sockenhuvudort i Kina, Hebei Sheng, lat 38,24, long 114,92)
Lichengdao är en sockenhuvudort i Kina. Den ligger i provinsen Hebei, i den norra delen av landet, omkring 220 kilometer sydväst om huvudstaden Peking. Antalet invånare är 43 423. Befolkningen består av 21 846 kvinnor och 21 577 män. Barn under 15 år utgör 17,0 %, vuxna 15-64 år 73 %, och äldre över 65 år 8,0 %.
Runt Lichengdao är det tätbefolkat, med 913 invånare per kvadratkilometer. Närmaste större samhälle är Hantai, 11,9 km nordväst om Lichengdao. Trakten runt Lichengdao består till största delen av jordbruksmark.
Genomsnittlig årsnederbörd är 702 millimeter. Den regnigaste månaden är juli, med i genomsnitt 228 mm nederbörd, och den torraste är januari, med 4 mm nederbörd.